# Саліфов Надір Наріман-огли
Надір Наріман огли Саліфів (азерб. Nadir Nəriman oğlu Səlifov, також відомий як «Лоту Гулі» та «Гулі Бакінський»;  нар. 28 серпня 1972, Дманісі, Грузинська РСР, СРСР — пом. 20 серпня 2020, Анталія, Туреччина) — азербайджанський кримінальний авторитет, що був злодієм у законі і одним з лідерів азербайджанської, російської та української організованої злочинності Вважався одним із найбагатших злочинців в азербайджанському злочинному світі.

## Біографія
Надір Саліфов народився 28 серпня 1972 року у грузинському місті Дманісі у багатодітній азербайджанській родині. У нього були молодші брати Намік і Мушфіг та Сестра Лейла. Пізніше сім'я переїхала до Азербайджану на місце проживання.

## Злочинна діяльність
У 1993—1994 роках Саліфов, проживаючи в Баку, займаючись злочинною діяльністю в одному з селищ в області, під місцевою назвою «8-й кілометр». Там він вирішив взяти під контроль місцеві великі торгові точки, такі як ринок продовольства та авторинок, також він мав намір зайнятися дахом інших великих об'єктів, таких, як мережа ресторанів і деяких розважальних закладів. В результаті його дій, до цього селища стали приїжджати уродженці Грузії, велика кількість земляків Саліфова, які займаються в основному бізнесом, пов'язаним із торгівлею автомобілями, та ресторанним бізнесом. Ця ситуація спричинила невдоволення місцевих кримінальних авторитетів, ватажків злочинних угруповань. Внаслідок великого зіткнення між вихідцями з Грузії на чолі з Надіром Саліфовим та місцевими бандами постраждало багато людей з обох боків. Прибічники Саліфова змушені були бігти під натиском противників, Саліфов теж втік, оселившись у селищі Карачухур. Пізніше за наказом Бахтіяра Новханінського, що «наглядав» за Азербайджаном, коронованого Васею Діамантом, Надіру Саліфову та його підручним було зроблено поступки щодо деяких позицій у ході переговорів між кримінальними авторитетами. Пізніше після смерті Сохбета Восьмойського, який займався злочинною діяльністю в селищі «8-й кілометр», на його місце прийшов Вугар Черниш, він Вугар Золотий, який згодом мав відношення до спілкування. Вугар відрізнявся логічним складом розуму, займався дзюдо та кікбоксингом, був шановним кримінальним авторитетом у злочинному світі у 2000-і роки та наступні роки. Вугар підтримував тісні зв'язки з усіма злодіями у законі. Пізніше він виїхав з Азербайджану.
У 1995 році Надір Саліфов був заарештований в Баку за звинуваченнями у вбивстві, викраденнях людей та здирстві. Він був засуджений до 15 років позбавлення волі. Наприкінці Саліфов завоював собі авторитет і жив у комфортних умовах. Надір Саліфов у в'язниці мав нагоду користуватися не лише мобільним телефоном, а й інтернетом. У 2000 році він був коронований у злодії в законі кримінальними авторитетами Джейраном Аслановим (Джейран Рутавський), Раулем Кірія (Рауль Рутавський), при «коронації» був авторитет Луарсабішвілі. У в'язниці Саліфов підкупив співробітників і організував своєрідне казино, в якому ув'язнені грали в покер, причому суми виграшу іноді були дуже великі. Також Саліфов організував приїзди до в'язниці восьми повій, з якими Саліфов та деякі інші ув'язнені займалися сексом. Коли про це стало відомо, проти Саліфова було порушено кримінальну справу за кримінальною статтею за зґвалтування, але суду у цій справі не відбулося.
Саліфов потоваришував з Отаром Бадаловим (на прізвисько «Отар») — азербайджанцем, який народився в Марнеулі. Мірсеймур Нардаранли, який коронував Ленкоранського «злодіям» після того, як Отар був застрелений невідомими у суші-барі в Москві 21 березня 2003 року, був убитий у помсту. Ці взаємні вбивства тривали тривалий час. У кримінальних війнах Гулі підтримували в основному азербайджанські «злодії в законі» та злочинці грузинського походження. У минулому він також отримував підтримку від Аслана Усояна (на прізвисько «Дід Хасан»), уродженця Грузії, якого вважають «хрещеним батьком» російської злочинності. Хоча питання про екстрадицію Саліфова до Грузії порушувалося кілька разів, з якихось причин це не вдалося здійснити. За словами його адвокатів, Саліфов, засуджений за вбивство в Азербайджані і засуджений до 15 років позбавлення волі, на момент затримання мав радянський паспорт, виданий у Грузинській РСР. За заявою адвокатів, Саліфов офіційно не подавав заяву про надання азербайджанського громадянства під час перебування у в'язниці.
У 2005 році проти Надіра Саліфова було порушено ще одну кримінальну справу. Саліфову та декільком іншим ув'язненим було пред'явлено звинувачення у зґвалтуванні під час їхнього знаходження у виправній установі, а також у здирстві. Саліфов категорично відкинув ці статті як спробу очорнити статус злочинного авторитету. В результаті Саліфов був повторно засуджений, і загальний термін його ув'язнення становив 27 років.
У тому ж році його молодшого брата Мушфіга заарештували, у нього було виявлено пістолет і боєприпаси, за зберігання яких він був засуджений на 6 років ув'язнення. Вважаючи це помстою азербайджанської влади, Саліфов організував серію бунтів у пенітенціарних установах країни.
У червні 2006 року Надір Саліфов був виправданий апеляційним судом за звинуваченням у зґвалтуванні. Суд також ухвалив, що він має утримуватися у в'язниці суворого режиму.
У Надіра Саліфова залишалося безліч підручних карних злочинців у підпорядкуванні, і він із в'язниці керував ними по телефону. Підлеглі йому злочинці займалися здирством і шантажем. Вони зуміли сформувати у різних містах Росії (переважно у Москві та містах на Уралі) злочинні групи, які почали займатися рэкетом, збираючи данину з азербайджанських комерсантів, які переважно займалися торгівлею овочами і фруктами. Таким чином угруповання Саліфова захопило значну частину ринкового бізнесу в Санкт-Петербурзі, Свердловській, Саратовській та Самарській областях. У цей період Лоту Гулі та його люди користувалися заступництвом злодія у законі Аслана Усояна, відомого як Дід Хасан.
У 2010 році, під час захоплення контролю над московськими ринками, у Саліфова виник конфлікт зі злочинним кланом злодія в законі Ровшана Джанієва, відомого як Ровшан Ленкоранський, який був супротивником Діда Хасана та злочинного угруповання. Цей конфлікт призвів до війни між двома кримінальними кланами, під час якої з обох боків було вбито чотирьох людей. У 2014 році між кланами посилилася боротьба за контроль над ринками, і в результаті під час зустрічі представників криміналітету в московському кафе між ними виникла стрілянина, яка призвела до загибелі однієї людини та поранення кількох людей. Цього ж року був заарештований інший азербайджанський кримінальний авторитет — Заур Алієв на прізвисько Зайка, який мав статус «смотрящого» за ринками і з яким у Саліфова давно були неприязні стосунки. У камері «Матроської тиші» Алієв був побитий людьми Саліфова, які оголосили Зайчику, що ринок йому більше не належить, після чого Саліфов повністю отримав контроль над ринком.

### Після визволення із в'язниці
Навіть перебуваючи у в'язниці, він дуже впливав на частину злочинного світу, як на ув'язнених, так і на інших членів спільноти, особливо в тих місцях, де була присутня азербайджанська діаспора. За даними російської поліції, у Московському регіоні утворилася ОЗУ на чолі з азербайджанськими «законниками» Саліфовим (Гулі), Вагіфом Сулеймановим (Вагіф) та Рашадом Ісмаїловим (Рашад Гянджинський), які об'єдналися для боротьби з Ровшаном Ленкоранським. Звільнившись із в'язниці в 2017 році, Саліфов, який змінив прізвище на Ісмаїлів, став одним з лідерів азербайджанської ОЗУ в Москві і, не гаючи часу, почав встановлювати своє панування у злочинному світі, користуючись загибеллю Діда Хасана та арештом Шакро-молодого.
Він був відзначений як потенційна заміна Ровшану Ленкоранському, убитому в серпні 2016 року, при цьому саме Саліфов вважався одним із організаторів його вбивства. 
У грудні 2017 року російська поліція намагалася розрядити напружену ситуацію, під час якої чеченські злочинці на чолі з Азізом Батукаєвим намагалися взяти під контроль московські ринки (Дорогомілівський, Даниловський та Бутовський), що належать до угруповання Саліфова.  Надір Саліфов висунув претензії на ринок Food City в Москві, контрольований довіреними особами Ровшана Ленкоранського. Так, за даними поліції, розпочалася війна за найбільший оптовий продовольчий ринок у столиці Росії.
У березні 2018 року в передмісті Тулузи у Франції було розстріляно азербайджанця Рагіма Намазова, який представився вигнаним журналістом. Внаслідок нападу Намазов був тяжко поранений, а його дружина померла від отриманих ран. З необґрунтованих тверджень випливає, що цей напад міг бути замовлений Саліфовим як розплата за попередні образи та правопорушення.
Запити про арешт Саліфова були надіслані через Інтерпол до влади Грузії, Росії та України, але безрезультатно. Саліфов був ненадовго затриманий в ОАЕ та Чорногорії, але уникнув екстрадиції. Вважалося, що міг проживати у Туреччині чи Дубаї (ОАЕ).

У листопаді 2019 року Головне слідче управління Слідчого комітету Росії (СКР) по Москві щодо Саліфова порушило кримінальну справу за статтею про зайняття вищого становища у злочинній ієрархії (ст. 210.1 КК РФ).
«За даними слідства, з 2009 року до теперішнього часу Ісмаїлов, перебуваючи за межами Російської Федерації, користуючись авторитетом та впливом у злочинній сфері, зараховуючи себе до злодіїв у законі, займався організацією, керівництвом та координацією злочинної діяльності у місті Москві та інших регіонах Росії», — пояснили «Ъ» представники відомства. За їхніми словами, злодій у законі вже заочно заарештований судом та оголошено у міжнародний розшук і зараз його місцезнаходження встановлюється.

## Вбивство
Надір Саліфов був убитий у ніч на 20 серпня 2020 року в Анталії (Туреччина). Вбивство було скоєно у готельному номері. Передбачуваний вбивця, охоронець Саліфова Хаган Зейналов на прізвисько Хан Бакінський зробив постріл у голову злодіїві в законі і втік. Лоту Гулі було доставлено до найближчого медичного центру, але врятувати йому життя не вдалося. Хана Бакінського було затримано на трасі Анталія—Денізлі.